# Black Midi
Black Midi (estilizado en minúsculas como black midi) fueron un trío británico-inglés de rock experimental procedente de Londres y activo entre 2017 y 2024. Inicialmente estuvo compuesta por el guitarrista y vocalista Geordie Greep, el bajista y vocalista Cameron Picton, el guitarrista Matt Kwasniewski-Kelvin y el baterista Morgan Simpson. En 2020, Kwasniewski-Kelvin dejó el grupo y el trío integró en vivo y en estudio al tecladista Seth Evans y el saxofonista Kaidi Akinnibi. Su nombre proviene del subgénero de música electrónica japonés Black MIDI, aunque su música no guarda relación con él e incorpora en cambio estilos como el del math rock, rock progresivo, post-punk y avant-garde jazz.
La banda publicó su primer sencillo, «bmbmbm», en 2018, a través del sello discográfico Speedy Wunderground del productor Dan Carey, quien más tarde produjo su álbum debut, Schlagenheim, que se lanzó el 21 de junio de 2019 por medio de Rough Trade Records. El álbum consiguió entrar al top 50 de la Official Albums Chart, amplia aclamación crítica y una nominación al Premio Mercury de ese año. El 5 de junio de 2020 publicaron exclusivamente a través de Bandcamp The Black Midi Anthology Vol. 1: Tales of Suspense and Revenge, un álbum de antología con varias sesiones improvisadas y canciones spoken word. El segundo y tercer álbum de estudio de la banda, Cavalcade y Hellfire, se publicaron el 26 de mayo de 2021 y el 15 de julio de 2022, respectivamente. En agosto de 2024, Picton confirmó la disolución del grupo y que entrarian en una pausa.

## Historia

### Formación y primeros sencillos (2015–2019)
Previo a la formación de la banda, Geordie Greep tocó sesiones improvisadas con Mate Kwasniewski-Kelvin y Morgan Simpson, quienes (junto a Cameron Picton) eran alumnos de BRIT School. Simpson era un baterista consumado, ganando el premio a "Baterista Joven del Año" en 2014. En 2016, Greep y Kwasniewski-Kelvin convencieron a Simpson para formar una banda, con Greep y Kelvin como guitarristas y vocalistas, y Simpson en la batería. Picton se uniría más tarde como bajista para completar la alineación. La banda tendría su primera actuación en Brixton, en el bar The Windmill, el 12 de junio de 2017, y más tarde pasarían a tener un residency en el local.
El 8 de junio de 2018, el grupo publicó su sencillo debut titulado "bmbmbm"  bajo el sello discográfico Speedy Wunderground. El 26 de septiembre de 2018, fue publicado un casete en el que se presentaban segmentos de una presentación con Damo Suzuki, la cual tuvo lugar el 5 de mayo de 2018 en The Windmill. El 9 de noviembre de 2018, Black Midi tocó cinco canciones de su entonces próximo álbum, en vivo en el hotel Kex en Reikiavik, Islandia, durante el festival de música Islandia Airwaves. La excéntrica presentación, la cual estuvo grabada para la estación de radio de Seattle, KEXP, fue alabada por los usuarios en línea y se hizo popular en YouTube, exponiendo la banda a oyentes a nivel internacional. A finales de año, la banda contribuyó con voces en la canción "Ice Cream" de Jerskin Fendrix para un álbum recopilatorio de Brixton Hillbilly, publicado el 7 de diciembre de 2018. El 23 de enero de 2019, el grupo liberó su segundo sencillo, "Speedway". Un vinilo de 12" fue lanzado al mercado, en este se incluían remixes de Proc Fiskal, Kwake Bass y Blanck Mass.

### Schlagenheimy otros proyectos (2019–2020)

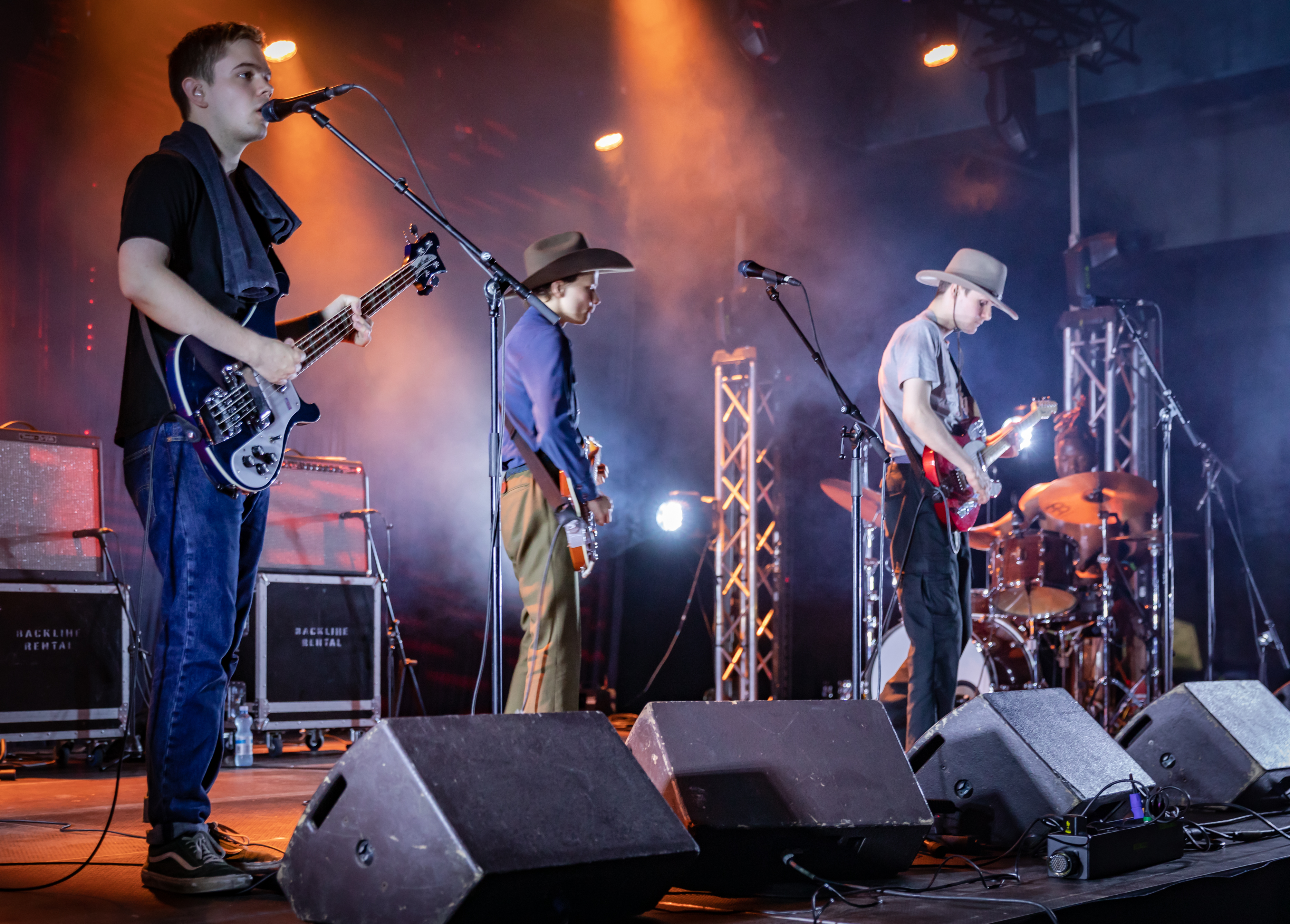
Black Midi en el Sideways Festival 2019 en Helsinski, Finlandia.

En enero de 2019 el grupo anunció que  habían firmado para Rough Trade Records. El grupo lanzó dos sencillos bajo este sello en marzo y abril de  2019, "Crow's Perch" y "Talking Heads" respectivamente. El 14 de mayo, el grupo anunció su álbum debut titulado Schlagenheim, el cual fue publicado el 21 de junio de 2019. El álbum fue grabado en 2018 por el productor Dan Carey, quién fue impresionado por la banda en un show en vivo en los inicios de esta. En vez de solamente recrear el sonido de sus presentaciones en vivo, decidieron aumentar su sonido para el álbum con instrumentos como pianos, acordeones, sintetizadores, banjos, y cajas de ritmos. "La idea era para hacer cosas que fueran imposibles de hacer en vivo", explicó el frontman, Greep. "Si el álbum y la presentación son exactamente iguales, es un poco triste." La mayor parte del álbum fue grabado en solamente cinco días. En Metacritic, un sitio web que asigna calificaciones medias ponderadas sobre 100 a publicaciones de entretenimiento mainstream, Schlagenheim recibió una puntuación de 82, basado en 20 reviews, indicando "aclamación universal". El álbum sería más tarde nominado para el Premio Mercury de 2019.
El 7 de marzo de 2020, la banda actuó en vivo en el festival BBC Radio 6 Music en Camden. El 5 de junio de 2020, la banda lanzó un álbum de improvisación y palabra hablada vía Bandcamp titulado The Black Midi Anthology Vol. 1: Tales of Suspense and Revenge, constando de cuatro cuentos leídos por los miembros de la banda sobre instrumentales improvisadas, así como tres mezclas instrumentales mayormente tomadas de las mismas grabaciones que los tracks de palabra hablada. El 16 de junio de 2020, la banda empezó a protagonizar un programa de radio mensual de nombre The Black Midi Variety Hour en NTS Radio. Seis episodios han sido producidos hasta el momento. El 10 de diciembre de 2020, la banda actuó un show con el grupo Black Country, New Road bajo el alias Black Midi, New Road como parte de un show de caridad en The Windmill. El show fue transmitido en vivo a través de la página de Bandcamp de The Windmill con un coste de entrada de £5. El grupo ha actuado bajo el seudónimo Black Midi, New Road en el local en diversas ocasiones.

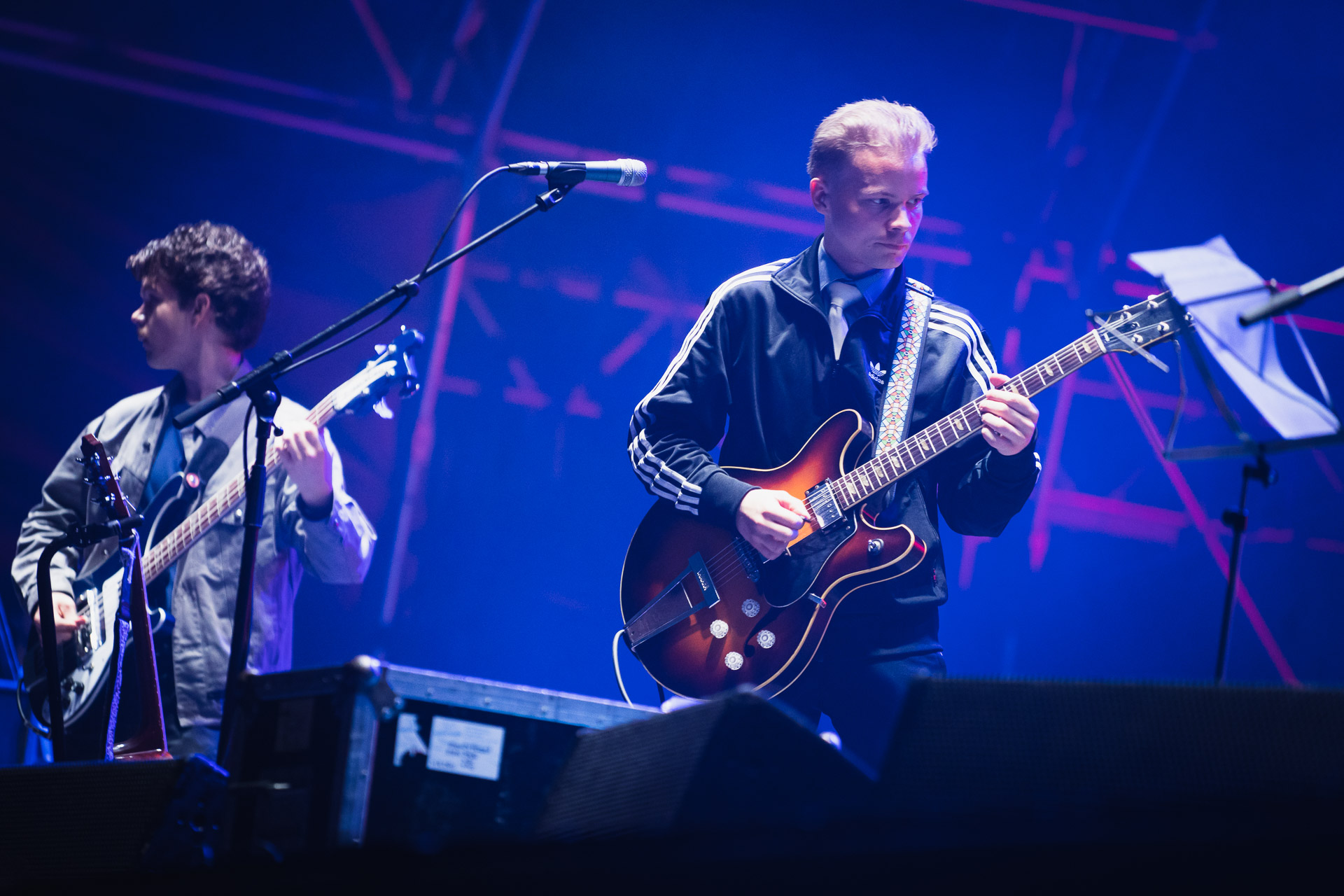
Wide Awake Festival 2021.

### Separación de Kwasniewski-Kelvin yCavalcade(2021–2024)
El 15 de enero de 2021, Black Midi anunció a través de redes sociales que el guitarrista Matt Kwasniewski-Kelvin había estado tomando tiempo fuera de la banda debido a problemas de salud mental, y que no estaría involucrado en el material próximo a salir de la banda. La banda anunció su segundo álbum de estudio, Cavalcade, el 23 de marzo de 2021, el cual fue publicado el 26 de mayo de 2021. El día del anuncio, también publicaron el primer sencillo, "John L", además del track "Despair" que no sería incluido en el álbum. Kwasniewski-Kelvin tiene créditos en Cavalcade sólo como compositor en un par de canciones; no formó parte del proceso de grabación. Los miembros de gira, Akinnibi y Evans si formaron parte de las sesiones de grabación del álbum. Un segundo sencillo, "Slow", fue lanzado el 28 de abril, junto a una segunda actuación en KEXP que fue publicada el mismo día. Esta actuación incluye a Evans y Akinnibi, así como una pequeña sección de viento metal.
La banda tuvo una gira por Europa y EE. UU. a lo largo de 2021 y ha anunciado fechas para una gira en 2022. La banda también ha abierto sus propios conciertos como un grupo alter ego de nombre "Orange Tree Boys", promocionándose como una banda de funk blues de Las Vegas.

## Miembros
Miembros actuales
- Geordie Greep – voz, guitarra, bajo (2017–2024)
- Cameron Picton – voz, bajo, sintetizadores, samples, guitarra (2017–2024)
- Morgan Simpson – batería (2017–2024)

Antiguos miembros
- Mate Kwasniewski-Kelvin – guitarra, voz (2017–2020)

Miembros de gira
- Seth Evans  – teclados, sintetizadores (2020–presentes)
- Kaidi Akinnibi – Saxofón (2020–presente[26])

Black Midi en Rough Trade, Londres, 25 de junio de 2019
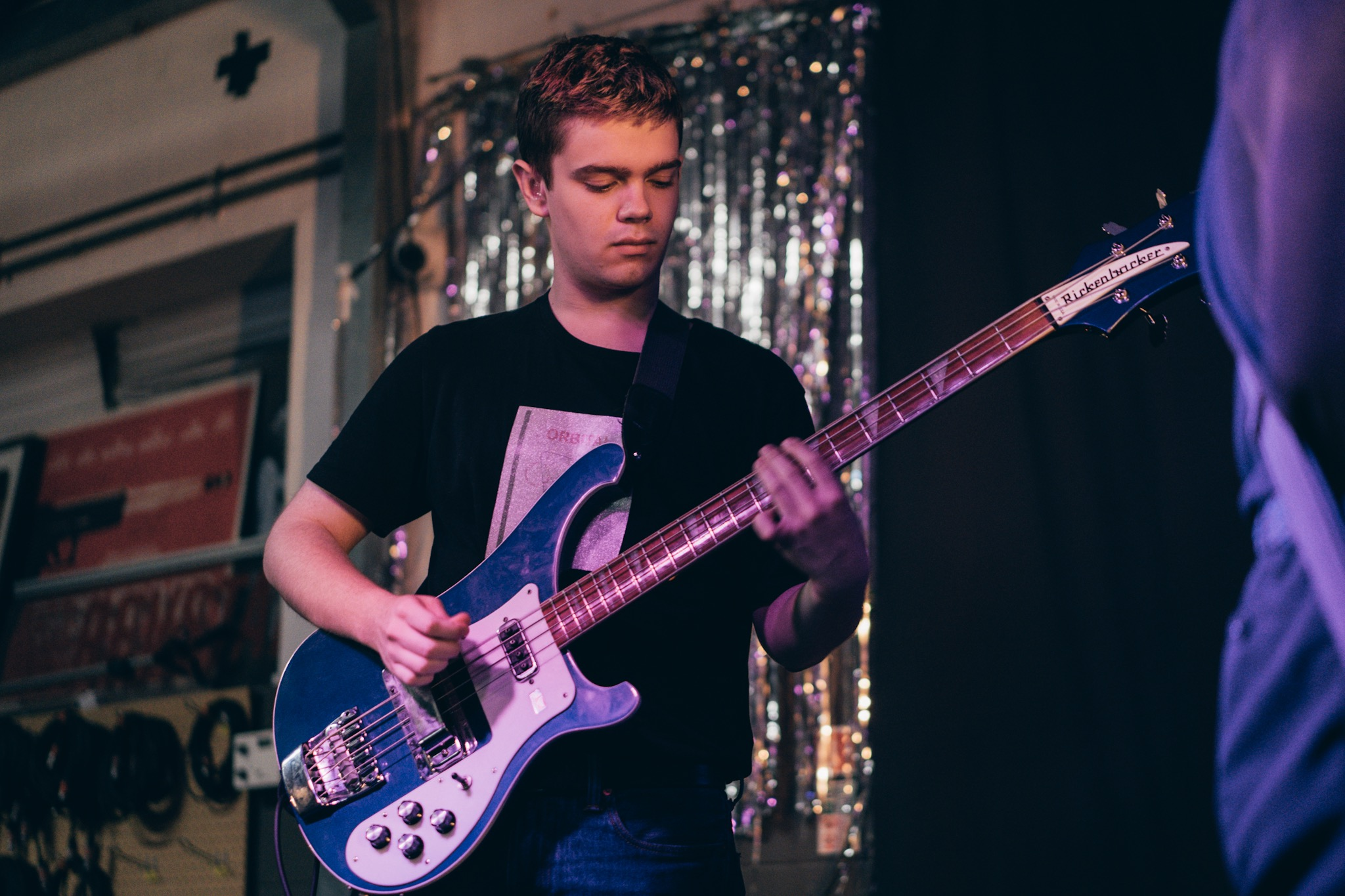
Cameron Picton
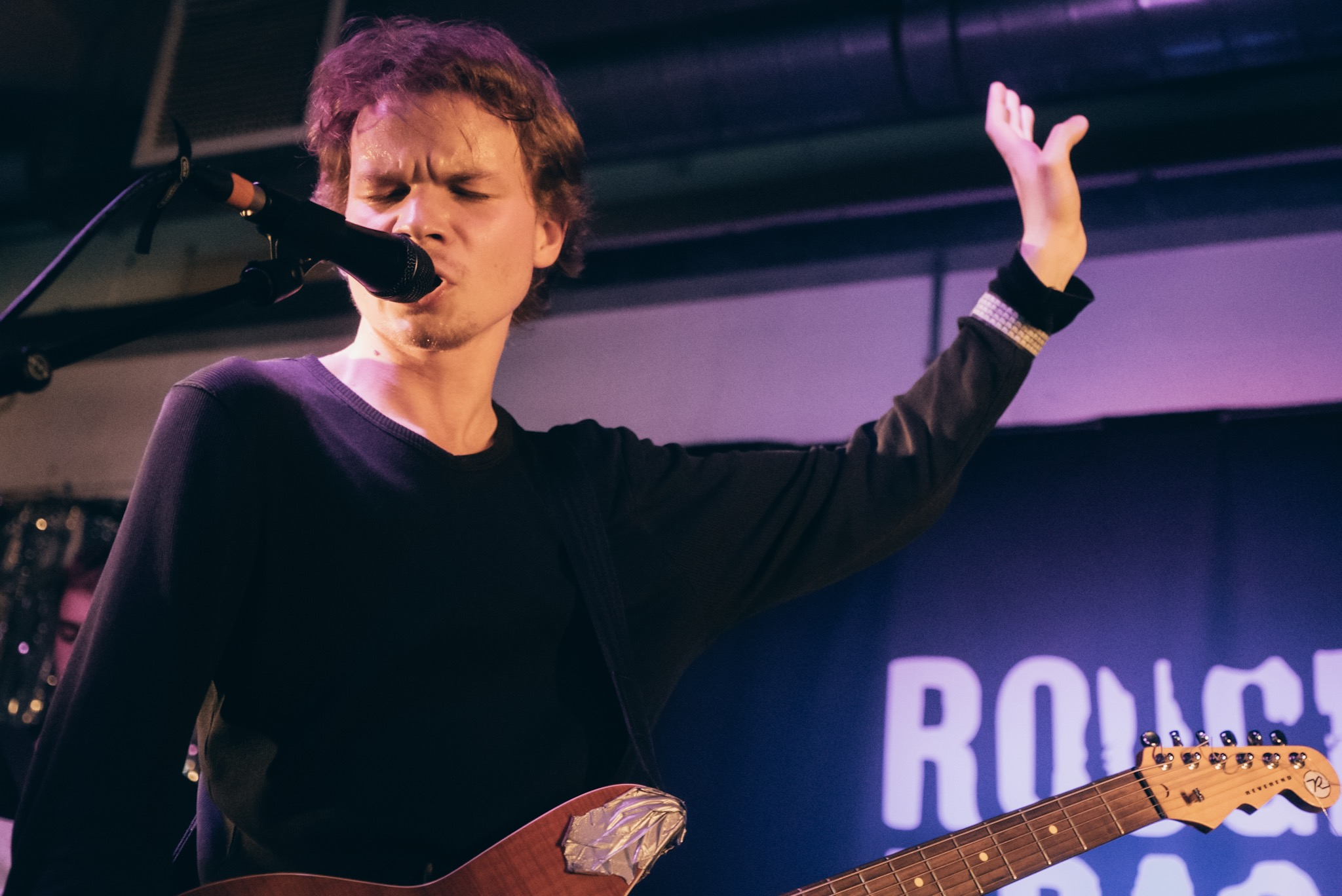
Geordie Greep
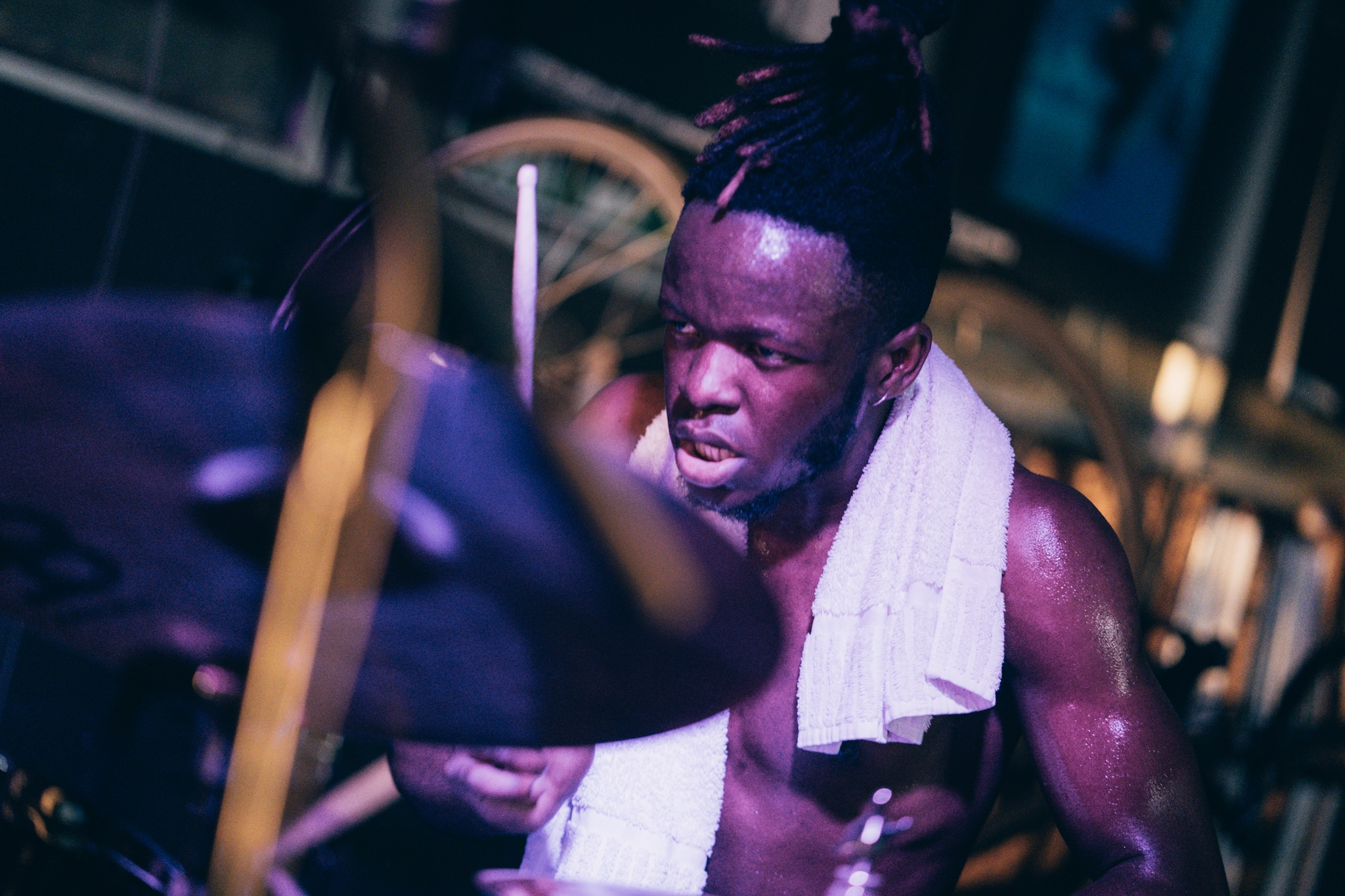
Morgan Simpson

## Discografía

### Álbumes de estudio
| Título       | Detalles de álbum                                                                         | Posiciones de gráfico de la cumbre | Posiciones de gráfico de la cumbre | Posiciones de gráfico de la cumbre | Posiciones de gráfico de la cumbre | Posiciones de gráfico de la cumbre | Posiciones de gráfico de la cumbre |
| Título       | Detalles de álbum                                                                         | Reino Unido                        | AUS                                | BELIO(FL)                          | JPN                                | SCO                                | US Indie                           |
| ------------ | ----------------------------------------------------------------------------------------- | ---------------------------------- | ---------------------------------- | ---------------------------------- | ---------------------------------- | ---------------------------------- | ---------------------------------- |
| Schlagenheim | - Publicado: 21 de junio de 2019 - Sello: Rough Trade - Formato: CD, LP, casete, descarga | 43                                 | —                                  | 113                                | 211                                | 40                                 | 41                                 |
| Cavalcade    | - Publicado: 26 de mayo de 2021 - Sello: Rough Trade - Formato: CD, LP, casete, descarga  | 60                                 | 81                                 | —                                  | 62                                 | 18                                 | 48                                 |
| Hellfire     | - Publicado: 15 de julio de 2022 - Sello: Rough Trade - Formato: CD, LP, casete, descarga | 22                                 | 45                                 | 90                                 | 58                                 | 7                                  | 15                                 |

| Título                                                         | Detalles de álbum                                                          |
| -------------------------------------------------------------- | -------------------------------------------------------------------------- |
| The Black Midi Anthology Vol. 1: Tales of Suspense and Revenge | - Publicado: 5 de junio de 2020 - Sello: Independiente - Formato: Descarga |

### EPs
| Título                | Detalles de álbum                                                           |
| --------------------- | --------------------------------------------------------------------------- |
| Live at KEXP          | - Publicado: 21 de junio de 2019 - Sello: Rough Trade - Formato: CD         |
| Live on Canal St, NYC | - Publicado: 29 de noviembre de 2019 - Sello: Rough Trade - Formato: LP, CD |

### Álbumes en vivo
| Título                                                                           | Detalles de álbum                                                                           |
| -------------------------------------------------------------------------------- | ------------------------------------------------------------------------------------------- |
| Damo Suzuki Live at the Windmill Brixton with "Sound Carriers" (con Damo Suzuki) | - Publicado: 28 de septiembre de 2018 - Sello: Independiente - Formato: CD                  |
| Black Midi Live in the USA                                                       | - Liberado: 21 Marcha 2020 - Sello: Independiente - Formato: Descarga - Featuring: Fat Tony |

### Sencillos
| Título                                          | Año  | Álbum        |
| ----------------------------------------------- | ---- | ------------ |
| "Bmbmbm"                                        | 2018 | Schlagenheim |
| "Speedway"                                      | 2019 | Schlagenheim |
| "Crow's Perch"                                  | 2019 | N/A          |
| "Talking Heads"                                 | 2019 | N/A          |
| "Ducter"                                        | 2019 | Schlagenheim |
| "7-Eleven"                                      | 2019 | Schlagenheim |
| "Sweater"                                       | 2020 | N/A          |
| "What Christmas Means to Me / Jingle Bell Rock" | 2020 | N/A          |
| "John L / Despair"                              | 2021 | Cavalcade    |
| "Slow (Loud)"                                   | 2021 | Cavalcade    |
| "Chondromalacia Patella"                        | 2021 | Cavalcade    |
| "Cruising"                                      | 2021 | N/A          |